# 朱悌
朱悌（1447年—？），字舜敏，福建興化府莆田縣人，民籍，明朝政治人物。進士出身。

## 生平
早年出身國子生，成化四年（1468年）戊子科福建鄉試第三十六名。成化十四年（1478年）戊戌科會試第五十二名，殿試登進士第三甲第一名。授行人司行人，二十二年十月擢试監察御史，实授南京監察御史，弘治八年（1495年）十一月劾罢吏部文选司郎中貢欽，九年七月升浙江按察司佥事。

## 家族
曾祖父朱仲永，曾任河泊所官。祖父朱尚白。父亲朱體光。母陈氏。具庆下。兄朱愷，户部主事。娶林氏。